# 一追再追
《一追再追》是新加坡歌手永邦的翻唱專輯，於2004年4月9日正式發行。

## 曲目
1. 一追再追
2. 寂寞公路
3. 鍾愛一生
4. 天真
5. 愛慕
6. 雙手的溫柔
7. 一路上有你
8. 藍雨
9. 愛很簡單
10. 祕密
11. 野百合也有春天
12. 每次都想呼喊你的名字
13. 追